# Roberto Denti
Roberto Denti (Cremona, 1924 – Milano, 21 maggio 2013) è stato uno scrittore italiano, noto autore di letteratura per ragazzi.

## Biografia
Nato a Cremona nel 1924, visse a Milano dal 1946, dove iniziò a lavorare come giornalista a Il Sole 24 Ore e dove, nel 1948, conobbe Gianni Rodari.
Nel 1972, insieme alla moglie Gianna Vitali, fondò a Milano la "Libreria dei ragazzi", la prima libreria italiana dedicata esclusivamente a bambini e ragazzi, che gestì per quarant'anni, fino al 28 novembre 2012. Fece parte, con lo staff della libreria, della giuria che assegna ogni anno il Premio Andersen.
Collaborò con giornali (il manifesto, l'Unità, La Stampa) e riviste specializzate. Partecipò attivamente ad iniziative per la promozione della lettura e per la formazione e aggiornamento di insegnanti e bibliotecari.
Scrisse saggi, romanzi e racconti sia per adulti che per ragazzi. Uno dei suoi romanzi, Incendio a Cervara, venne recensito da Pier Paolo Pasolini.
A lui è stato dedicato, nel settembre 2013, "EditoRE - Premio Nazionale Editoria per Ragazzi - Roberto Denti" organizzato a L'Aquila dall'Associazione "Libris in Fabula".
È morto a Milano, il 21 maggio 2013.

## Opere principali
- La parola uomo è una conquista (poesie), Milano, Libreria editrice Cavour, 1969
- Incendio a Cervara, Milano, Il formichiere, 1974
- Vogliamo un tram, Torino, Einaudi, 1976
- I bambini leggono, Torino, Einaudi, 1978
- Come far leggere i bambini, Roma, Editori riuniti, 1982
- Ti piace la tua faccia?, Trieste, Elle, 1983
- La luna, i delfini e i gatti, Trieste, Elle, 1989
- Il cerchio dei tre fratelli, Milano, Arnoldo Mondadori Editore, 1990
- Conversazioni con Marcello Bernardi. Il libertario intollerante, Milano, Eleuthera, 1991
- Orchi, balli e incantesimi , Torino, Einaudi, 1993
- Athanor, Milano, Mondadori, 1994
- La moglie antilope e la moglie foca, 1996
- Chi ha paura di chi?, Milano, Mondadori, 1999
- Cento libri per navigare nel mare della lettura per ragazzi, insieme a Bianca Pitzorno e Donatella Ziliotto, Milano, Salani, 1999
- Lasciamoli leggere. Il piacere e l'interesse per la lettura nei bambini e nei ragazzi, Torino, Einaudi, 1999
- Vera storia del principe Azzurro, 1999
- Tra noi due il silenzio, 2001
- Ancora un giorno. Milano 1945, Milano, Mondadori, 2001
- Giganti, streghe e animali magici, Milano, Mondadori, 2005
- Cappuccetto Oca, Piemme - Il Battello a Vapore 2006
- L'antilope e la foca, Milano, Mondadori junior, 2008
- Anelli magici e ladri di fuliggine, Piemme - Il Battello a Vapore, 2009
- Il ragazzo è impegnato a crescere, Milano, Topipittori, 2009
- Un Natale in prigione. Ricordi di guerra, Novara, Interlinea edizioni, 2009
- Rane principi e magia. Le migliori storie del premio Cordone, illustrazioni di Andrea Astuto, testi di Roberto Denti, Novara, Interlinea edizioni, 2009
- Le fiabe sono vere.Note su storie e libri non soltanto per bambini, con testi di Roberto Cicala, Gianni Rodari, Novara, Interlinea edizioni, 2014